# Secret Green
Secret Green is een Britse muziekgroep.
De band ontstond in 2007 toen Francis Lickerish, voorheen van The Enid, na een jarenlange afwezigheid weer terugstapte in de muziek. Zijn medemusici zijn:
- Hilary Palmer, voorheen samen met Lickerish in Rutterking (zang en dwarsfluit)
- William Gilmour, voorheen met Lickerish samen in The Enid (zang en toetsinstrumenten)
- John Beedle, voorheen bij Cliff Richard en Don Airey en Des O'Connor (gitaar)
- Matt Hodge, voorheen bij Ray Davies en Brian May (drumkit).

Na drie jaar gaf de band een album uit. Voor het voortbestaan van de band moet worden gevreesd. In 2012 kwam een soloalbum uit van Lickerish, waarop slechts Palmer en Beedle nog meespeelden.

## Discografie
- 2009: To wake the king